# Кинна, Рут
Рут Эллен Кинна (англ. Ruth Ellen Kinna; родилась в 1961 г.) — профессор политической философии в университете Лафборо, работает на кафедре политики, истории и международных отношений. С 2007 года является редактором журнала Anarchist Studies («Анархические исследования»).
Имеет степень бакалавра истории и политики Лондонского университета королевы Марии и докторскую степень в области политики Оксфордского университета. Научные интересы связаны с исследованием работ Уильяма Морриса (1834—1896). Является автором книги «Анархизм — руководство для начинающих» (Anarchism - A Beginners Guide), в которой подробно изучается политическая концепция анархии.